# Philadelphia megye
Philadelphia megye az Amerikai Egyesült Államokban, azon belül Pennsylvania államban található. Megyeszékhelye és legnagyobb városa Philadelphia. Lakosainak száma 1 603 797 fő (2020. április 1.). Philadelphia megye Montgomery, Delaware, Gloucester, Bucks, Camden és Burlington megyékkel határos.

## Népesség
A megye népességének változása:
| Lakosok száma | 1 528 516 | 1 538 497 | 1 548 647 | 1 553 165 | 1 567 442 | 1 603 797 |
|               | 2010      | 2011      | 2012      | 2013      | 2015      | 2020      |